# الدقة (الضالع)
الدقة هي إحدى قرى الجمهورية اليمنية. وهي تتبع جغرافيًا لمحافظة الضالع. وإداريًا لمديرية الحشاء. يبلغ تعداد سكانها 1293 نسمة حسب الإحصاء الذي جرى عام 2004.